# 국립 장식미술관 (마드리드)

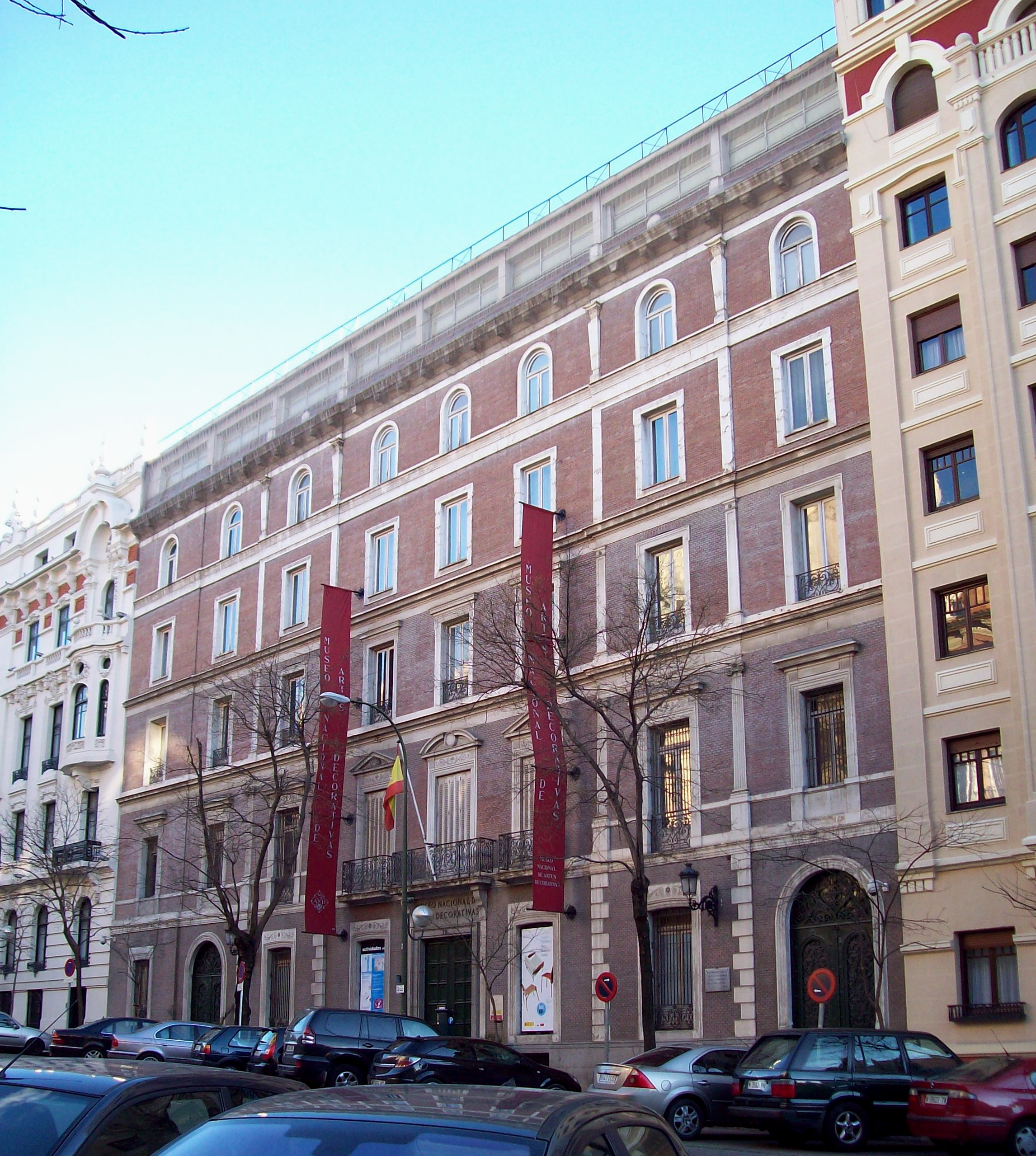
국립 장식 미술관

국립 장식미술관(國立裝飾美術館, 스페인어: Museo Nacional de Artes Decorativas)은 스페인 마드리드에 있는 장식 미술관이다. 1912년 설립되었으며, 소장품은 약 4만 점이다.